# Piotr Broszkowski
Piotr Broszkowski (Broskowski) herbu Brochwicz – poseł ziemi nurskiej na sejm 1567 roku, poseł ziemi liwskiej na sejm 1569 roku, zaprzysiągł i podpisał akt unii lubelskiej.
Był wyznawcą arianizmu.